# جکیه (برزیل)
جکیه (به پرتغالی: Jequié) یک منطقهٔ مسکونی در برزیل است که در باهیا واقع شده‌است. جکیه ۲٬۹۶۹٫۰۳۴ کیلومتر مربع مساحت و ۱۵۶٬۱۲۶ نفر جمعیت دارد.

## خواهرخوانده
شهر ترچینا خواهرخواندهٔ جکیه (برزیل) هست.